# Стефан Златарски
Стефан Николов Златарски е български офицер – капитан, руски генерал-майор.

## Биография
Роден е през 1862 г. в Търново като 3-ти син на възрожденеца Никола Златарски (1823 – 1875). Братята му са видни строители на следосвобожденска България: Александър Златарски е сред основателите на Сметната палата на България, проф. Георги Златарски е основоположник на минно-геоложката наука в страната, а проф. Васил Златарски е сред най-големите български историци.
Стефан Златарски избира офицерската професия. Учи във Военното училище в София и след завършването му с отличен успех заминава да продължи обучението си в Михайловското артилерийско училище, Михайловската артилерийска академия и Николаевската академия на генералния щаб.
След завръщането си в България участва с военно звание капитан в Сръбско-българската война (1885), в която е командир на 4-та батарея на 1-ви артилерийски полк. След първоначални неуспехи батареята му все пак успява да изпълни достойно задачата си, за което нейният командир е награден с Орден „За храброст“ IV ст.
Участва в преврата от 9 август 1886 г. срещу княз Александър I Батенберг. След провала на начинанието емигрира в Русия, където е приет на военна служба. Служи в различни гарнизони и развива активна военно-научна, преподавателска и публицистична дейност. Служи в Генералния щаб, повишен е във военно звание генерал-майор (1907).
През 1911 година генерал Златарски е награден с орден „Св. Владимир“ III степен.
Копнежът да се завърне в България никога не го оставя и е напът да се реализира. В хода на подготовката на Балканската война (1912 – 1913) българските офицери в емиграция получават амнистия, за да се присъединят с уменията и опита си към Българската армия.
Съдбата му обаче избира друго. След заболяване генерал-майор Стефан Златарски умира в Новгород в навечерието на обявяването на войната, без да види отново Родината си, която е напуснал преди 25 г.

## Военни звания
- Юнкер (12 декември 1878)
- Прапоршчик (10 май 1879)
- Подпоручик (1 ноември 1879, преименуван)
- Поручик (30 август 1882)
- Капитан (30 август 1884)
- Щабс-капитан от артилерията на Руската армия (26 юни 1889)
- Щабс-капитан от гвардията на Руската армия (6 декември 1894)
- Капитан от Руската армия (6 декември 1895)
- Полковник от Руската армия (1 април 1901)
- Генерал-майор от Руската армия (21 ноември 1907)

## Заемани длъжности
- Командир на рота в лейбгвардейския волински полк на Руската армия (3 март 1895 – 21 март 1896)
- Командир на 5-а батарея от 3-та артилерийска бригада на Руската армия (20 февруари 1901)
- Командир на 2-ри дивизион от 1-ва артилерийска бригада на Руската армия (15 март 1907)
- Командир на 22-ра артилерийска бригада на Руската армия (21 ноември 1907 – 1912)

## Награди
- Военен орден „За храброст“ IV степен (1885)
- Руски орден „Св. Станислав“ III степен (1901)
- Руски орден „Св. Станислав“ II степен (1904)
- Руски орден „Св. Владимир“ III степен (1911)